# Мінська (станція метро, Київ)
50°30′44″ пн. ш. 30°29′54″ сх. д. / 50.51222° пн. ш. 30.49833° сх. д.
«Мі́нська» — 24-та станція Київського метрополітену. Розташована на Оболонсько-Теремківській лінії між станціями «Героїв Дніпра» та «Оболонь». Відкрита 6 листопада 1982 року. Назва станції — від Мінського району (нині — Оболонський) та Мінської площі.

## Конструкція
Конструкція станції — односклепінна станція мілкого закладення з острівною посадковою платформою.
Колійний розвиток: станція без колійного розвитку
Платформа з двох боків сполучається сходами з касовими вестибюлями, суміщеними з підземними переходами, що ведуть на Мінську площу, Оболонський проспект та вулицю Левка Лук'яненка. Наземних вестибюлів немає.

## Опис
Від каскаду закарнизного освітлення до стрічки рослинного орнаменту у центрі склепіння. В оздобленні переходів, вестибюлів та станції застосовані традиційні матеріали: мармур, кераміка, алюміній.

## Інтернет
3 липня 2020 оператори мобільного зв'язку Київстар, Vodafone Україна і lifecell почали надавати послуги 4G-зв'язку на станції та у тунелях.
21 липня близько 13:30 біля станції стався потужний вибух. Перед цим там виявили підозрілу валізу, після чого людей поблизу було евакуйовано.

## Пасажиропотік
| Рік                           | 2009 | 2011 | 2012 | 2013 | 2014 | 2015 | 2016 | 2017 | 2018 |
| ----------------------------- | ---- | ---- | ---- | ---- | ---- | ---- | ---- | ---- | ---- |
| Пасажиропотік, тис. осіб/добу | 51,5 | 50,8 | 50,3 | 50,7 | 47,8 | 45,5 | 44,9 | 46,8 | 46,9 |

## Галерея

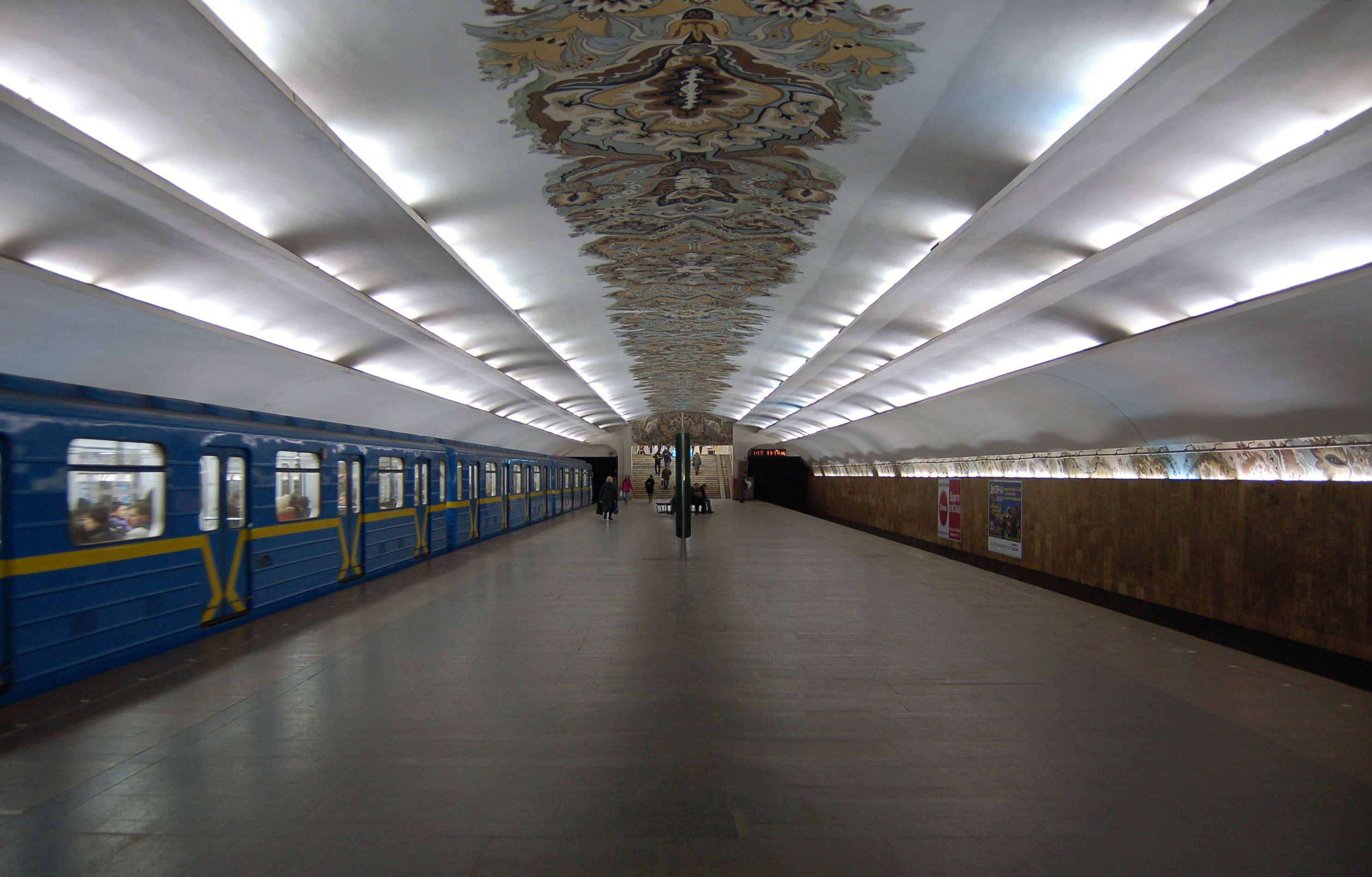
Центральний зал
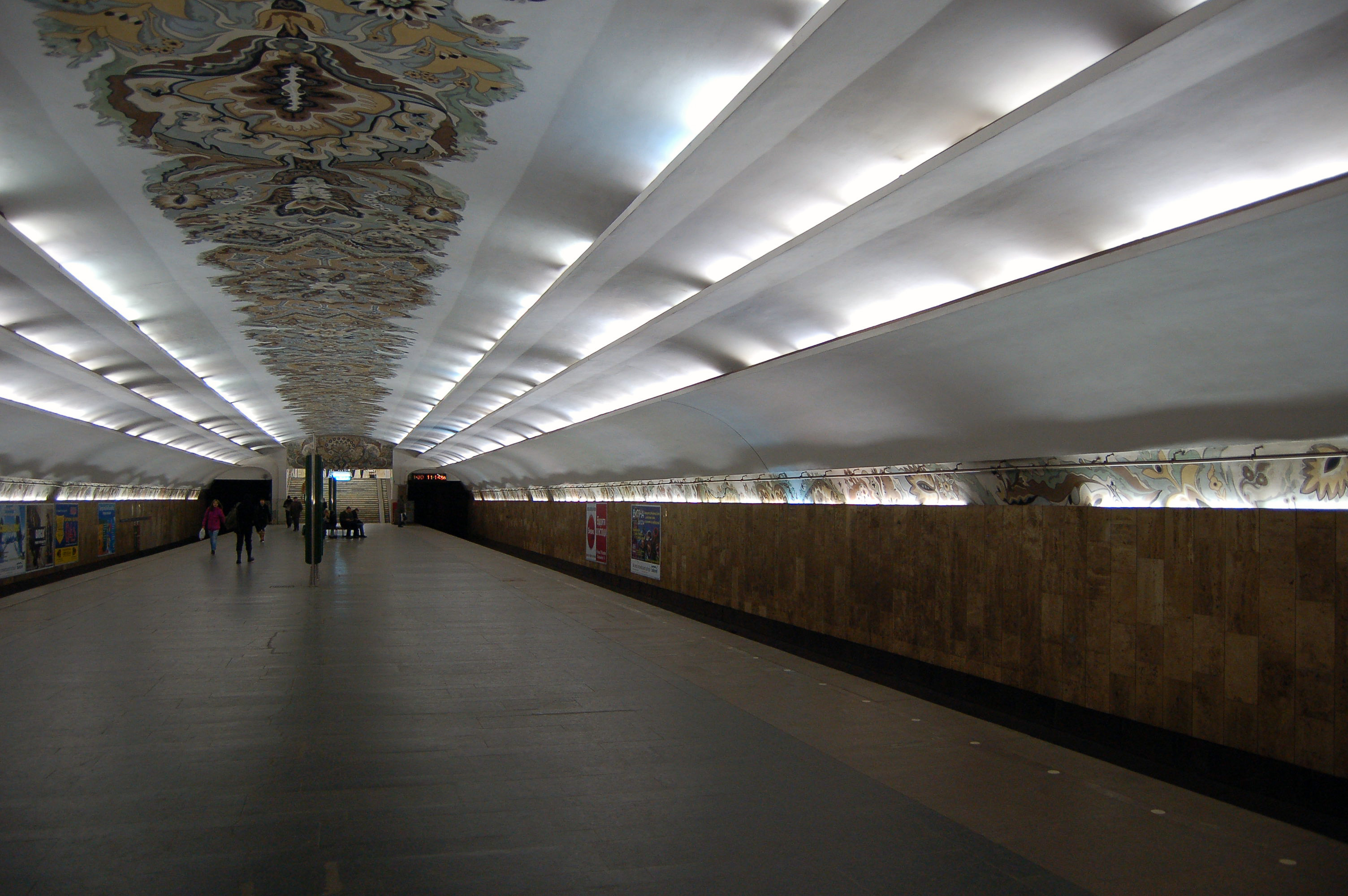
Посадкова платформа
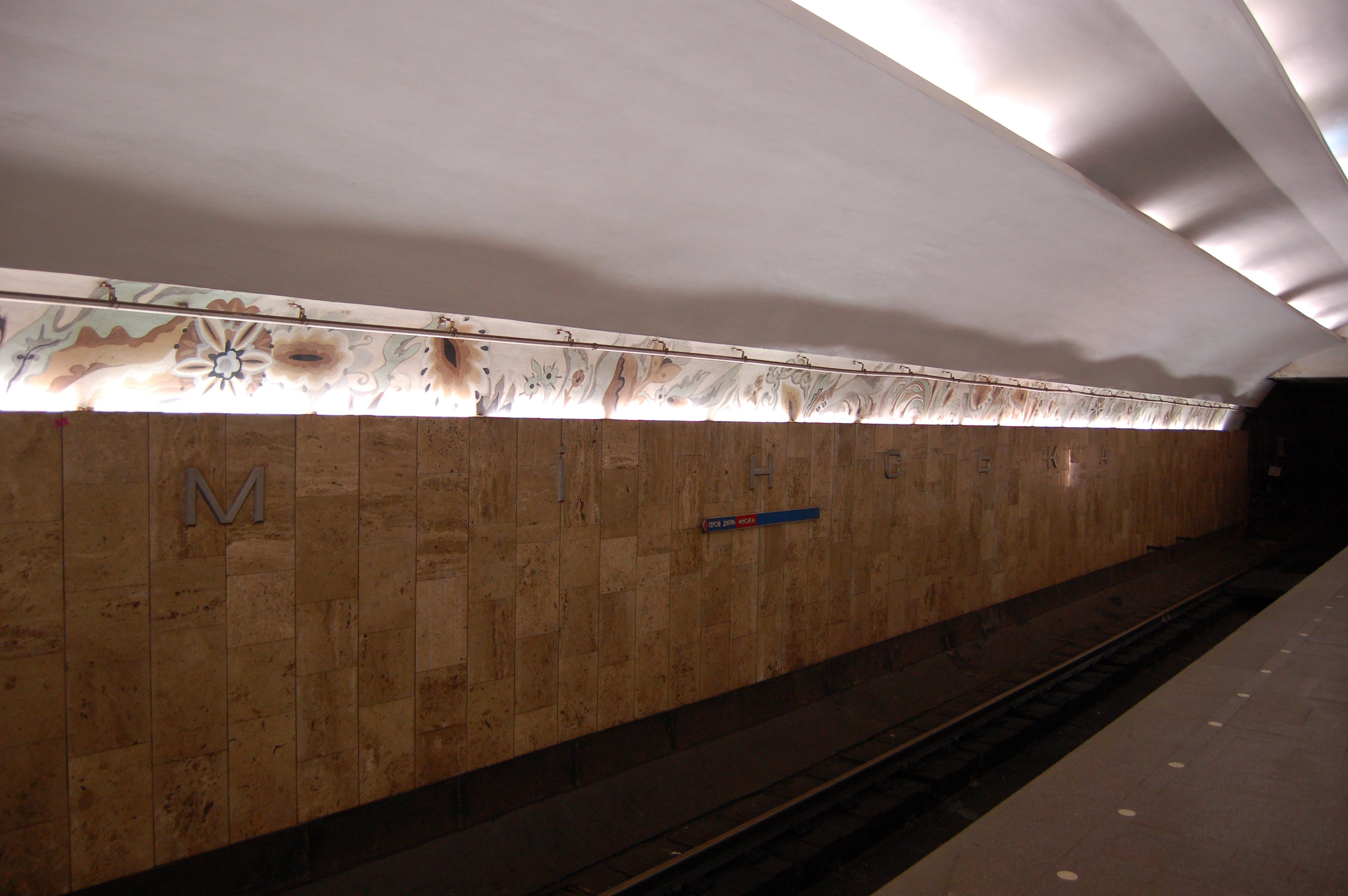
Назва станції на колійній стіні
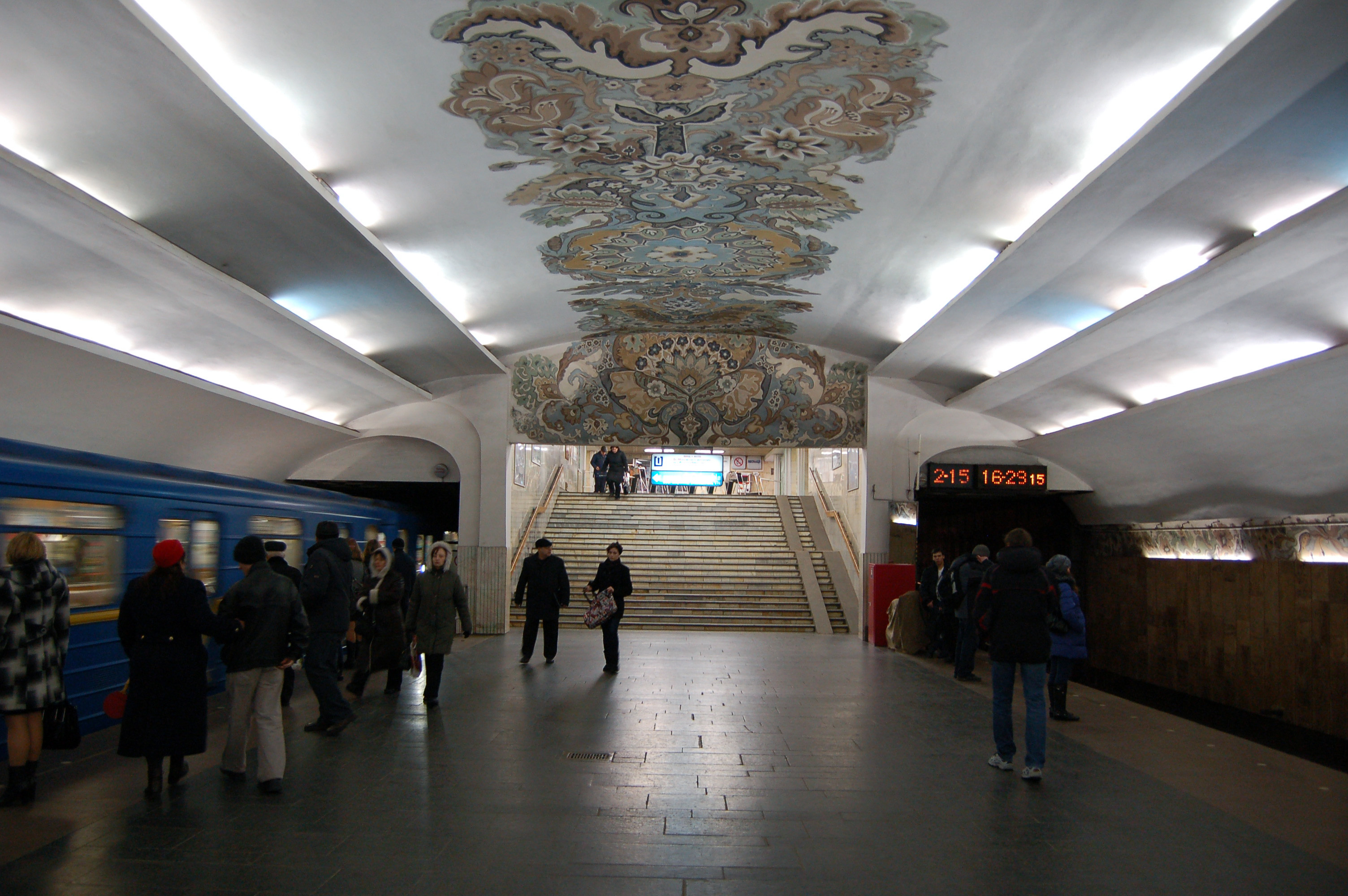
Сходи з платформи
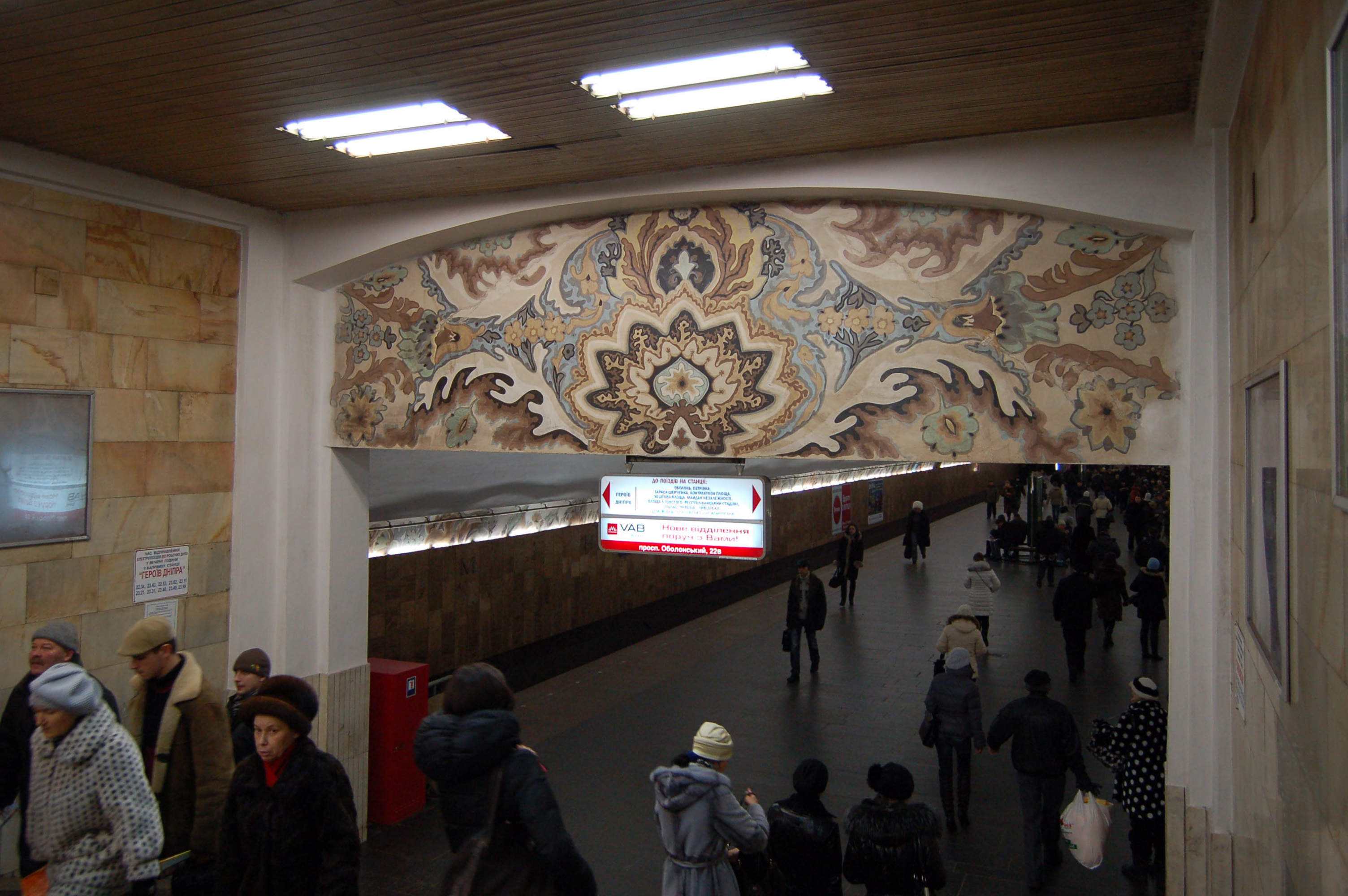
Сходи на платформу
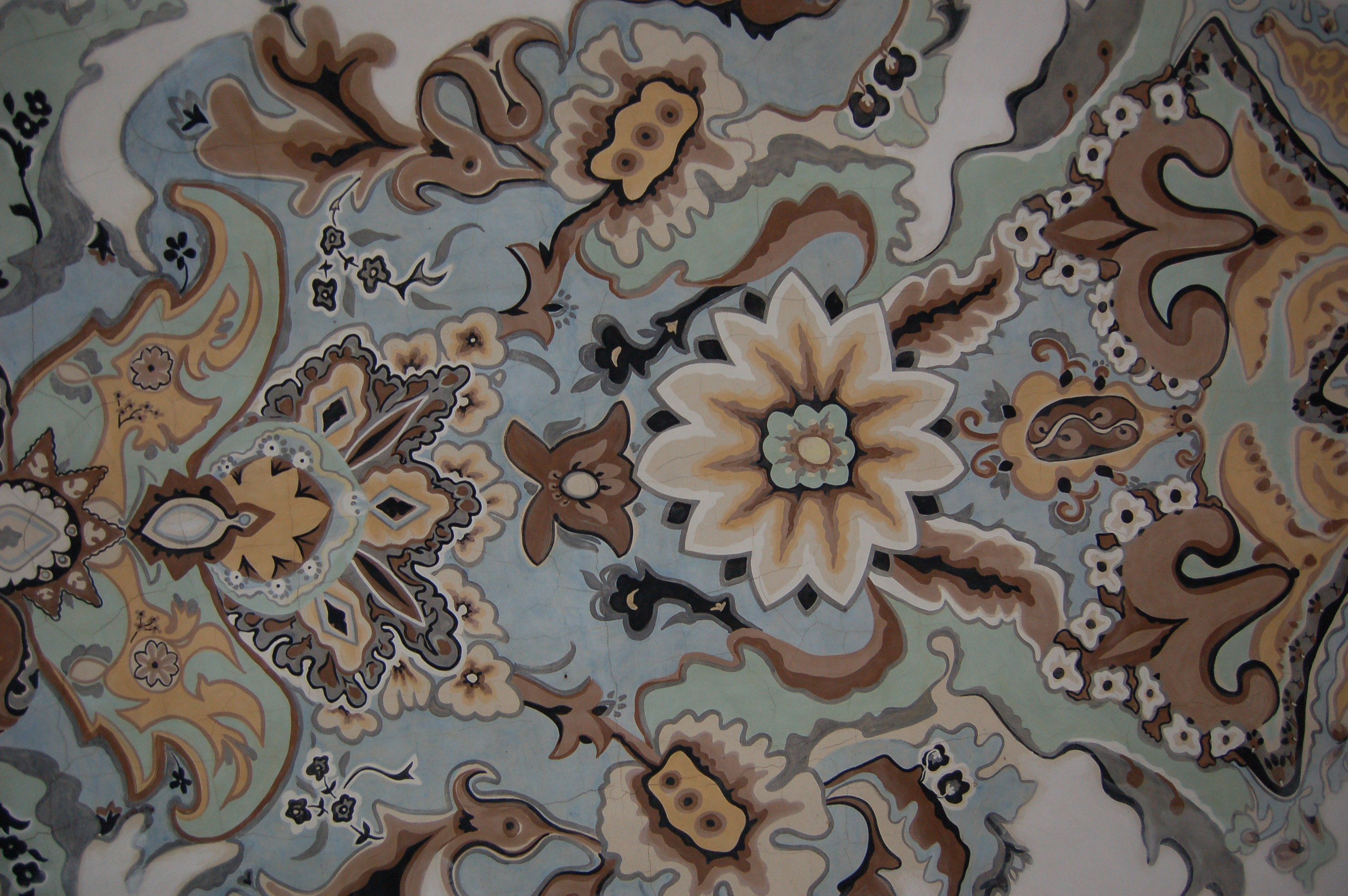
Орнамент на склепінні центрального залу
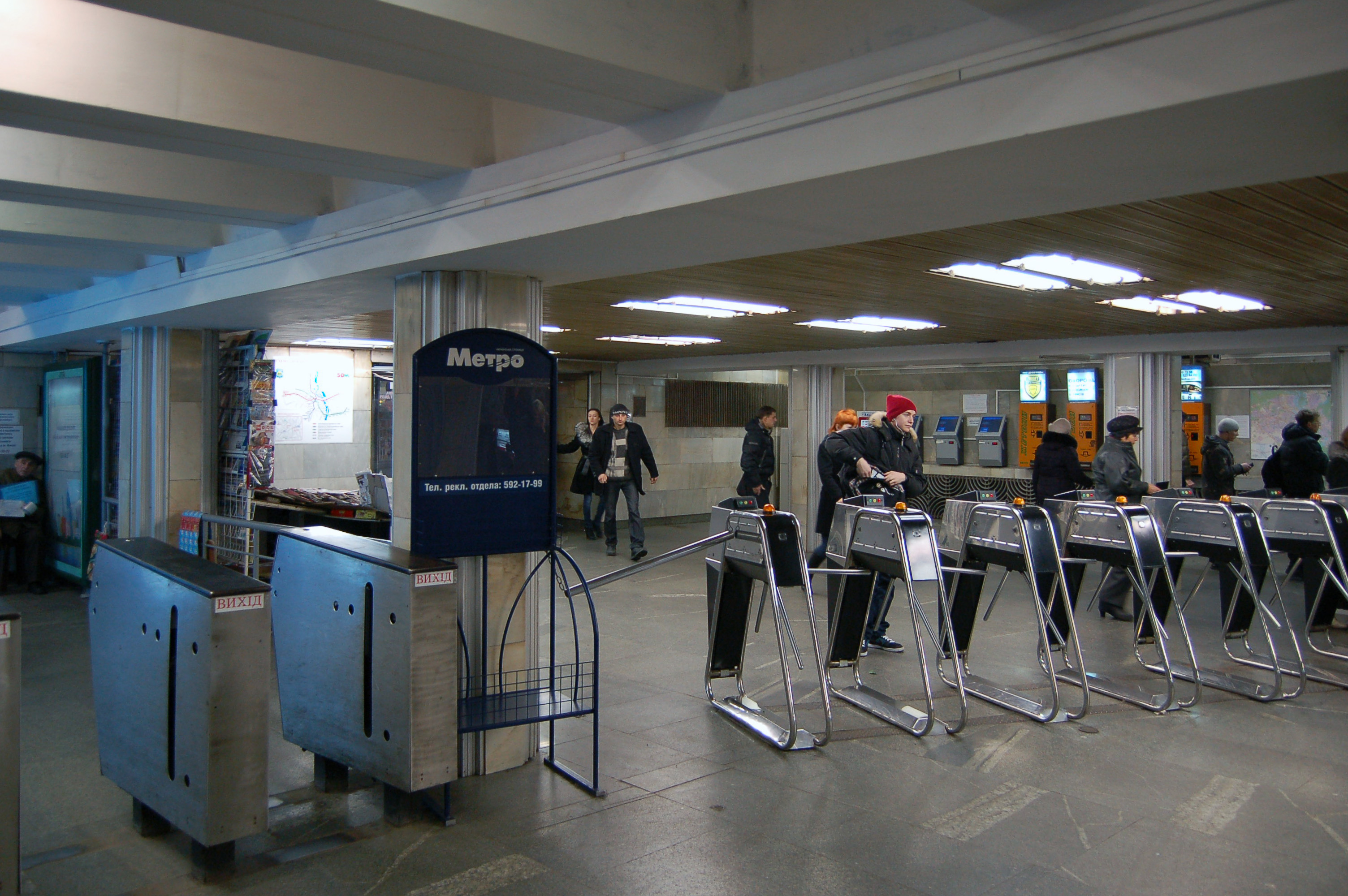
Підземний вестибюль
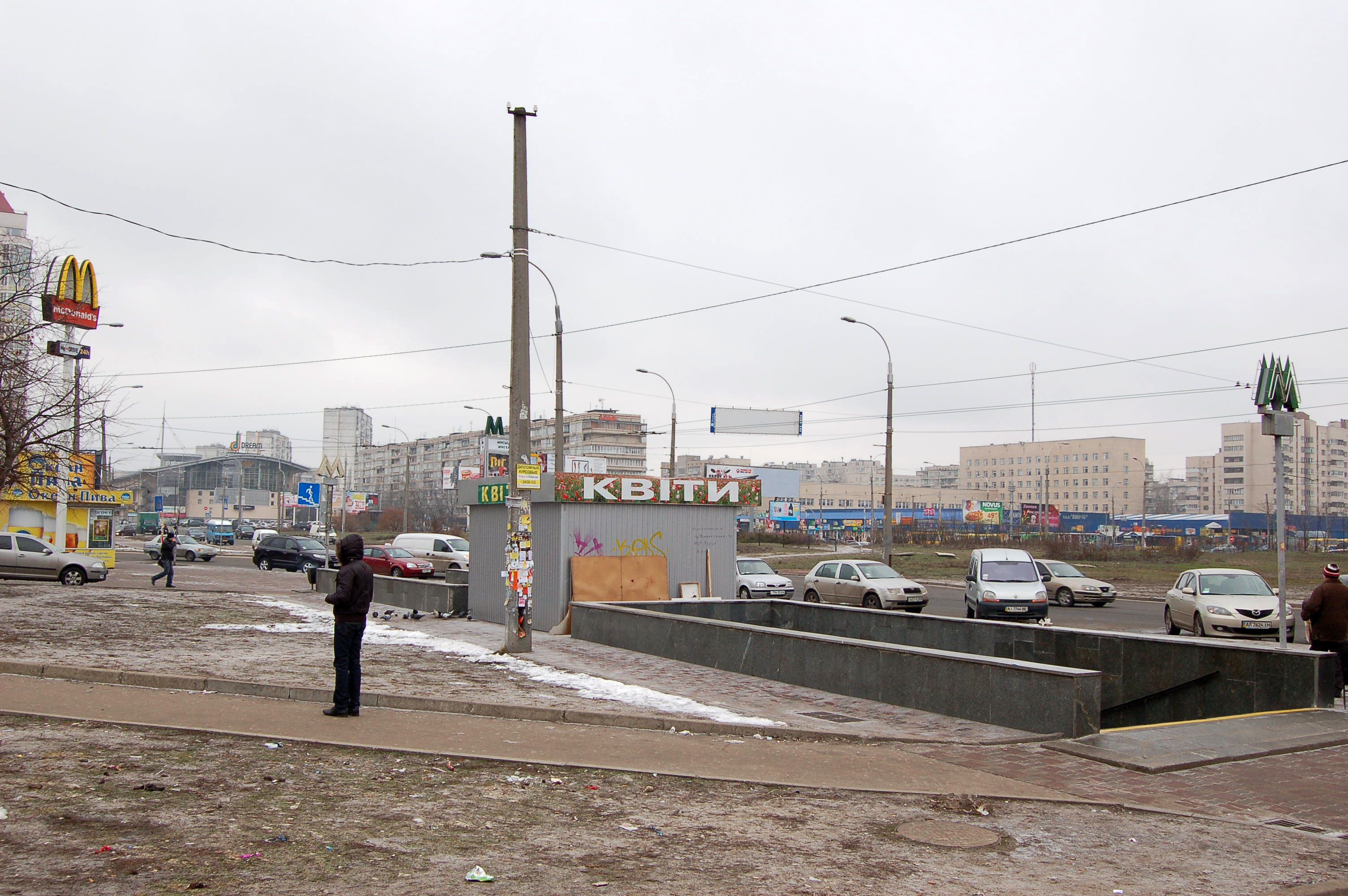
Вхід у підземний перехід до станції